# Terentii
Les Terentii sont une gens romaine plébeïenne. Ce nom viendrait du mot sabin terenus « doux ». Cette gens est mentionnée dès -462, année où C. Terentillus Arsa fut tribun de la plèbe (d'ailleurs Denys d'Halicarnasse l'appelle C. Terentius). Elle accéda au consulat avec Caius Terentius Varro, qui commanda lors de la bataille de Cannes en 216 av. J.-C.. On retrouve des membres de cette famille jusque sous les premiers empereurs.
Les principaux cognomina des Terentii sous la République sont Culleo, Lucanus, et Varro.

## Membres sous la République

### Terentii Varo
- Marcus Terentius, (v.-310 - ?);
  - Caius Terentius, (v.-280 - ?);
    - Caius Terentius Varro, (v.-260 - ap.-200), consul en -216;
      - ? Caius (Terentius) Varro, (v.-230 - ap.-208), magistrat monétaire en Sicile en -208;
      - ? Aulus Terentius Varro, (v.-225 - ap.-167), préteur en -184, proconsul d'Hispanie Citérieure en -183;
        - Aulus Terentius Varro, (v.-190 - ap.-145), decemvir en -146;
          - (Aulus Terentius Varro), (v.-150 - ?)
            - Aulus Terentius Varro, (v.-118 - ap.-75), propréteur en Asie en -77;
              - Aulus Terentius Varro Murena, (v.-85 - ap.-44), édile curule en -44;
                - Aulus Terentius Varro Murena, (v.-65 - -23?), consul suffect en -23, fils adoptif de Caius Licinius Murena?;
                - Terentia, épouse de Marcus Seius;
                - Terentia (? - ap.-12), épouse de Caius Maecenas;
                - Lucius Licinius Varro Murena, (v.-55 - -22), orateur et conspirateur, fils adoptif de Lucius Licinius Murena?;

            - ? Marcus Terentius Varro, (-116 - -27), proconsul d'Asie, légat de Pompée en Hispanie, proscrit en -43, écrivain.

        - ? (Marcus) Terentius Varro, (v.-183 - -154), questeur d'Hispanie Ultérieur en -154;
          - Marcus Terentius Varro, (v.-160 - ?);
            - Marcus Terentius Varro Lucullus, (v.-116 - ap.-57), fils adoptif du précédent, consul en -73;
              - Tertulla (v.-90 - -42), épouse de Crassus;

### Terentii Culleo
- Quintus Terentius, (v.-250 - ap.-218), préteur en -218?;
  - Quintus Terentius Culleo, (v.-225 - ap.-171), candidat au consulat en -184;
    - (Terentius Culleo), (v.-190 - ?)
      - (Terentius Culleo), (v.-160 - ?);
        - (Terentius Culleo), (v.-120 - ?)
          - Quintus Terentius Culleo, (v.-85 - ap.-43), tribun de la plèbe en -58;
            - Quintus Terentius Culleo, (v.-40/35 - ?), proconsul de Sicile sous Auguste;
              - Quintus Terentius Culleo, (v.-5 - ap.40), consul suffect en 40;
              - Albia Terentia, (v.1 - ap.69), épouse Lucius Salvius Otho

### Terentii Hispo
- Publius Terentius Hispo, (v.-85 - ap.-47), chevalier romain de Mediolanum, publicain à Ephèse[a 1].
  - (Publius Terentius Hispo), (v.-50 - ?), chevalier romain?;
    - Cnaeus Terentius Hispo, (v.-20 - ?), decemvir, questeur, propréteur de Sicile;
      - Terentia Hispulla, (v.1/5 - ?), épouse de Sextus Teidius Valerius Catullus;

### Autres

#### Sous la République
- Quintus Terentius, qui fut envoyé par le Sénat avec M. Antistius pour ramener le consul C. Laminius, mais qui refusa d'obéir à cet ordre[a 2].
- Lucius Terentius Massaliota, édile plébéien en -200, préteur en -187[a 3]
- Publius Terentius Afer (Térence) (vers 190 av. J.-C.-159 av. J.-C., poète comique. Il était esclave et fut affranchi par son maître Terentius Lucanus.
- Lucius Terentius, l'un des ambassadeurs envoyés vers le roi Antiochus en -196[a 4]
- Caius Terentius Istra, préteur en -182[a 5],
- Lucius Terentius Massaliota, tribun militaire en -180[a 6]
- Publius Terentius Tuscivanus, l'un des ambassadeurs envoyés en Illyrie[a 7]
- Terentius Vespa, dont les bons mots sont cités par Cicéron[a 8]
- Lucius Terentius, compagnon d'arme de Pompée[a 9]
- Cnaeus Terentius, sénateur à qui fut confiée la garde de Caeparius, l'un des complices de Catilina[a 10].
- Servius Terentius, ami de Decimus Junius Brutus Albinus[a 11]
- Terentia, épouse de Cicéron.

## Sous le Principat

### Terentii de Narbonnaise

#### Terrentii deNemausus
- Terentius Maximus, (v.40 - ap.81/96), procurateur de Bithynie;
  - Decimus Terentius Scaurianus, (v.65 - ap.110), consul suffect;
    - Decimus Terentius Gentianus, (v.89 - 120/30), consul suffect en 116;
      - (Terentia), (v.115 - ?), épouse de Lucius Hedius Rufus Lollianus Avitus;

    - (Terentia), (v.95 - ap.130), épouse de Lucius Hedius Rufus Lollianus Avitus;

### Autres
- Marcus Terentius, chevalier romain, accusé en 32 d'être un ami de Séjan[a 12].
- Terentius Lentinus, chevalier romain, complice de la tentative d'escroquerie de Valerius Fabianus, et condamné en 61[a 13].
- Terentius, qui aurait été selon certains le meurtrier de Galba[a 14].
- Terentius Maximus (Ier siècle ap. J.-C.), prétendant à la pourpre impériale
- Quintus Terentius Scaurus (IIe siècle ap. J.-C.), grammairien.
- Terentius Maurus (IIIe siècle), écrivain.